# Ernest III de Saxònia-Hildburghausen
Ernest III de Saxònia-Hildburghausen (en alemany Ernst von Sachsen-Hildburghausen) va néixer a Gotha (Alemanya) el 12 de juny de 1655 i va morir a Hildburghausen el 17 d'octubre de 1715. Era fill del duc Ernest I de Saxònia-Gotha-Altenburg (1601-1675) i de la princesa Elisabet Sofia de Saxònia-Altenburg (1619-1680).
A la mort del seu pare, el 1675, Ernest III governà el ducat conjuntament amb els seus germans. Però el 24 de febrer de 1680 s'acordà entre tots els germans dividir-ne el domini de manera que les ciutats de Hildburghausen, Helburg, i Königsberg passaren a mans d'Ernest que inicià així la branca del ducat de Saxònia-Hildburghausen. I a la mort dels seus germans Enric (1710) i Albert (1699) sense hereus, Ernest III en va rebre les poblacions de Sonnefeld i Behringen.
Ernest III va realitzar importants obres al seu castell de Hilburghausen, on el 1710 va donar refugi a les famílies protestants franceses desplaçades per l'Edicte de Nantes del 17 d'octubre de 1685.
Ernest va començar la seva carrera militar el 1675. Va participar com a capità de Cavalleria en la batalla de Viena el 1683, en les batalles de Gran i de Neuhaeusel, i després es va posar al servei d'Països Baixos contra Lluís XIV de França. Amb el rang de coronel, va participar en la batalla de Kaiserswerth i de Fleurus.

## Matrimoni i fills
El 30 de novembre de 1680 es va casar amb Sofia Enriqueta de Waldeck (1662-1702), filla de Jordi Frederic de Waldeck (1620-1692) i d'Elisabet Carlota de Nassau-Siegen (1626-1694). El matrimoni va tenir cinc fills: 
- Ernest Frederic (1681-1724), hereu del ducat de Saxònia-Hildburghausen, casat amb Sofia Albertina d'Erbach-Erbach (1683-1742).
- Sofia Carlota 1682-1684)
- Sofia Carlota (1685-1710)
- Carles Guillem (1686-1687)
- Josep Frederic (1702-1787), casat amb Anna de Savoia-Carignan (1683-1763)